# Morley Park
Morley Park – wieś w Anglii, w hrabstwie Derbyshire, w dystrykcie Amber Valley. Leży 14 km na północ od miasta Derby i 192 km na północny zachód od Londynu.